# Сент-Чарлз (округ, Міссурі)
Шаблон:StateAbbr_ 38°45′36″ пн. ш. 90°37′00″ зх. д. / 38.76° пн. ш. 90.616666666667° зх. д.
Округ  Сент-Чарлз (англ. St. Charles County) — округ (графство) у штаті Міссурі, США. Ідентифікатор округу 29183.

## Історія
Округ утворений 1812 року.

## Демографія
За даними перепису 
2000 року 
загальне населення округу становило 283883 осіб, зокрема міського населення було 261365, а сільського — 22518.
Серед мешканців округу чоловіків було 139872, а жінок — 144011. В окрузі було 101663 домогосподарства, 77104 родин, які мешкали в 105514 будинках.
Середній розмір родини становив 3,18.
Віковий розподіл населення поданий у таблиці:
| Стать    | До 15 років | 15-21 | 22-29 | 30-39 | 40-49 | 50-65 | 65-85 | Понад 85 |
| -------- | ----------- | ----- | ----- | ----- | ----- | ----- | ----- | -------- |
| Чоловіки | 35217       | 14058 | 13259 | 23926 | 23085 | 19980 | 9779  | 568      |
| Жінки    | 33562       | 13406 | 13716 | 24893 | 23622 | 20307 | 12700 | 1805     |

## Суміжні округи
- Калгун, Іллінойс — північ
- Джерсі, Іллінойс — північний схід
- Медісон, Іллінойс — схід
- Сент-Луїс — південний схід
- Франклін — південь
- Воррен — захід
- Лінкольн — північний захід

## Виноски
1. ↑  U.S. Decennial Census. United States Census Bureau. Процитовано 20 листопада 2014.
2. ↑  Historical Census Browser. University of Virginia Library. Архів оригіналу за 11 серпня 2012. Процитовано 20 листопада 2014.
3. ↑  Population of Counties by Decennial Census: 1900 to 1990. United States Census Bureau. Процитовано 20 листопада 2014.
4. ↑  Census 2000 PHC-T-4. Ranking Tables for Counties: 1990 and 2000 (PDF). United States Census Bureau. Процитовано 20 листопада 2014.
5. ↑  State & County QuickFacts. United States Census Bureau. Архів оригіналу за 7 червня 2011. Процитовано 24 вересня 2013. [Архівовано 2011-06-07 у Wayback Machine.](англ.) Наведено за англійською вікіпедією.
6. ↑  QuickFacts. St. Charles County, Missouri. United States Census Bureau. Процитовано 9 серпня 2019.
7. ↑  American FactFinder. Бюро перепису населення США. Архів оригіналу за 26 лютого 2012. Процитовано 31 січня 2008. [Архівовано 2008-05-21 у Wayback Machine.]

| США | Це незавершена стаття з географії США. Ви можете допомогти проєкту, виправивши або дописавши її. |